# آندریاس زایمیس
آندریاس زایمیس (یونانی: Ανδρέας Ζαΐμης؛ ۱۷۹۱ – ۱۸۴۰) یک سیاست‌مدار اهل امپراتوری عثمانی بود. 